# San Sossio Baronia
San Sossio Baronia község (comune) Olaszország Campania régiójában, Avellino megyében.

## Fekvése
A megye keleti részén fekszik. Határai: Anzano di Puglia, Flumeri, Monteleone di Puglia, San Nicola Baronia, Trevico, Vallesaccarda és Zungoli.

## Története
Első említése a 12. századból származik, bár a régészeti leletek tanúsága szerint már a rómaiak idején lakott vidék volt. A következő századokban nemesi birtok volt. A 19. században nyerte el önállóságát, amikor a Nápolyi Királyságban felszámolták a feudalizmust.

## Népessége
A népesség számának alakulása:

## Főbb látnivalói
- San Sossio-templom
- Tre Cannelle-díszkút